# Kanton Ustaritz
Der Kanton Ustaritz war von 1790 bis 2015 ein französischer Wahlkreis im Arrondissement Bayonne im Département Pyrénées-Atlantiques und in der Region Aquitanien; sein Hauptort war Ustaritz. Er war 172,75 km² groß und hatte im Jahr 2011 24.828 Einwohner.

## Gemeinden
Der Kanton umfasste neun Gemeinden:
| Gemeinde              | Einwohner Jahr | Fläche km² | Bevölkerungsdichte | Code INSEE | Postleitzahl |
| --------------------- | -------------- | ---------- | ------------------ | ---------- | ------------ |
| Ahetze                | 1.941 (2013)   | 10,56      | 184 Einw./km²      | 64009      | 37260        |
| Arbonne               | 2.095 (2013)   | 10,59      | 198 Einw./km²      | 64035      | 64210        |
| Arcangues             | 3.141 (2013)   | 17,47      | 180 Einw./km²      | 64038      | 64200        |
| Bassussarry           | 2.559 (2013)   | 6,51       | 393 Einw./km²      | 64100      | 64200        |
| Halsou                | 543 (2013)     | 5,08       | 107 Einw./km²      | 64255      | 64200        |
| Jatxou                | 1.116 (2013)   | 13,95      | 80 Einw./km²       | 64282      | 64480        |
| Larressore            | 1.816 (2013)   | 10,76      | 169 Einw./km²      | 64317      | 64480        |
| Saint-Pée-sur-Nivelle | 6.006 (2013)   | 65,08      | 92 Einw./km²       | 64495      | 64310        |
| Ustaritz              | 6.362 (2013)   | 32,75      | 194 Einw./km²      | 64547      | 64480        |

## Bevölkerungsentwicklung
| 1962 | 1968 | 1975   | 1982   | 1990   | 1999   | 2006   | 2011   |
| ---- | ---- | ------ | ------ | ------ | ------ | ------ | ------ |
| 8745 | 9555 | 10.912 | 13.482 | 15.962 | 19.192 | 22.093 | 24.828 |